# Lee Jae-yong (afacerist)
Lee Jae-yong (이재용; n. 23 iunie 1968), cunoscut în Vest sub numele de Jay Y. Lee, este un afacerist sud-coreean și vice-președinte al grupului Samsung, servind ca șef de facto. El este cel mai mare copil și singurul fiu al lui Lee Kun-Hee, presedinte al Samsung și este în general considerat a fi viitorul succesor în poziția tatălui său. El este denumit „Prințul Samsung” de către mass-media din Coreea de Sud și vorbește coreeană, engleză și japoneză. Lee este al treilea cel mai bogat om din Coreea de Sud. Are o avere de 7,9 miliarde $.

## Legături externe
- Forbes profile
- BusinessWeek profile